# David Easton

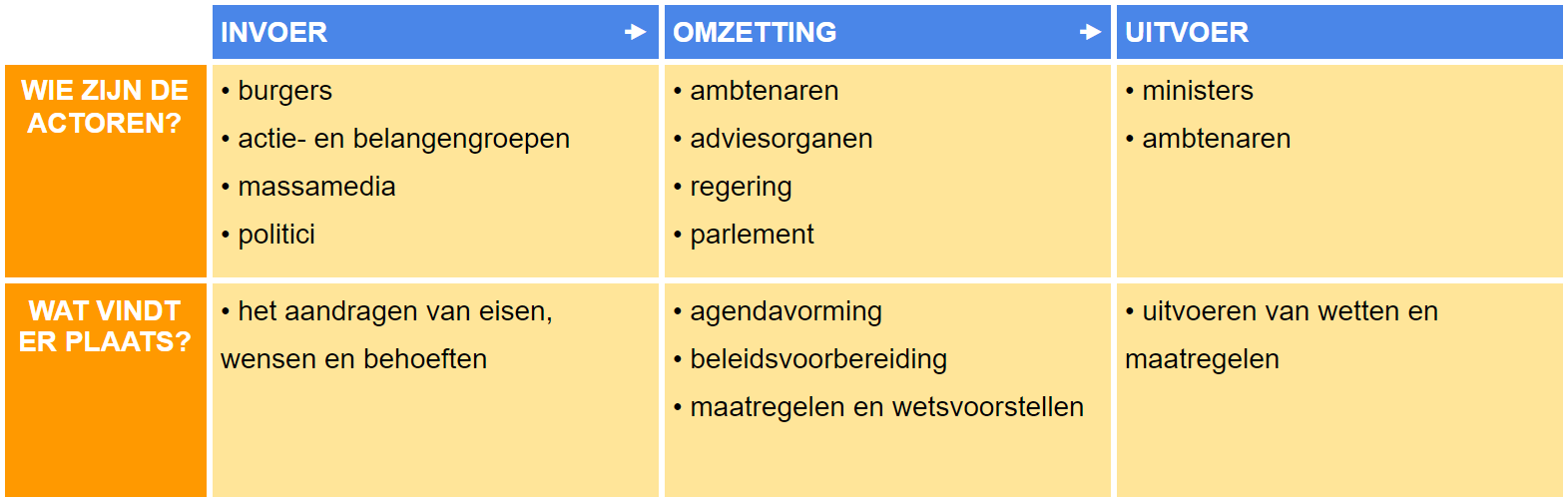
De fasen van besluitvorming volgens de systeemtheorie van David Easton

David Easton (Toronto, 24 juni 1917 - 19 juli 2014) was een Canadese politieke wetenschapper. Hij bracht in 1953 het boek The Political System uit en is onder meer bekend van zijn definitie van politiek als authoritative allocation of values en zijn toepassing van de systeemtheorie op de politieke wetenschappen. Easton was een van de bedenkers van de theorieën behavioralisme en post-behavioralisme.
Na zijn studies aan de Universiteit van Toronto ging Easton in 1943 studeren aan de Harvard-universiteit, waar hij in 1947 zijn PhD behaalde. Hij was voorzitter van de American Political Science Association en actief in de American Academy of Arts and Sciences.

## Systeemmodel
Eastons systeemmodel, een van zijn bekendste bijdragen, analyseert politieke besluitvorming als een cyclisch proces. Dit model onderscheidt vier fasen. Het begint met de invoerfase, waarin burgers, actiegroepen en media problemen aankaarten en eisen stellen. In de daaropvolgende omzettingsfase zetten politieke actoren, zoals het parlement en de regering, deze input om in concreet beleid. De uitvoerfase behelst de implementatie van dit beleid door ambtenaren. Ten slotte volgt de terugkoppelingsfase, waarin de effecten van het beleid worden geëvalueerd, wat weer kan leiden tot nieuwe invoer. Het model houdt ook rekening met externe omgevingsfactoren, zoals onvoorziene events (bijvoorbeeld een crisis) en langetermijn trends (zoals vergrijzing), die het gehele proces beïnvloeden.